# Џанг Јимоу
Џанг Јимоу (кин: Zhang Yimou, 張藝謀, 张艺谋; Си'ан, 2. април 1950) кинески је филмски редитељ, продуцент, сценариста и глумац. Редитељ је филмова „Херој“, „Кућа летећих бодежа“, „Проклетство златног цвета“, спектакуларних церемонија отварања и затварања Олимпијских игара у Пекингу 2008. године. Џанг је освојио бројне награде и признања, између осталих Сребреног и Златног лава на филмском фестивалу у Венецији, Награду жирија на Канском фестивалу и Златног медведа на Берлинском филмском фестивалу.
Џанг је освојио бројне награде и признања, са три номинације за Оскара за најбољи филм на страном језику за Ју Доу 1990. године, Подигни црвени фењер 1991. и Хероја 2003. године; Сребрни лав, две награде Златни лав и награда Слава филмском ствараоцу на Венецијанском филмском фестивалу; Велика награда жирија, Награда екуменског жирија и Велика техничка награда на Филмском фестивалу у Кану; Златни медвед, Велика награда жирија Сребрни медвед и награда екуменског жирија на Међународном филмском фестивалу у Берлину. Године 1993, био је члан жирија на 43. Берлинском међународном филмском фестивалу. Џанг је режирао церемоније отварања и затварања Летњих олимпијских игара у Пекингу 2008, као и церемоније отварања и затварања Зимских олимпијских игара у Пекингу 2022, које су добиле значајно међународно признање.
Једна од Џангових сталних тема је отпорност Кинеза у суочавању са тешкоћама и недаћама, тема која је истражена у филмовима као што су Живети (1994) и Ни један мање (1999). Његови филмови су посебно запажени по богатој употреби боја, што се може видети у неким од његових раних филмова, попут Подигни црвени фењер, и у његовим вусја филмовима као што су Херој и Кућа летећих бодежа. Његов највећи буџет до сада је филм о чудовиштима Велики зид из 2016. године, смештен у царској Кини и са Матом Дејмоном у главној улози.

## Младост
Џанг Јимоу рођен је у Сијану, главном граду провинције Шенси. Џангов отац, Џанг Бингђуен, дерматолог, био је официр у Националној револуционарној армији под Чанг Кај Шеком током Кинеског грађанског рата; његов ујак и старији брат су пратили националистичке снаге на Тајван након њиховог пораза 1949. године. Џангова мајка, Џанг Сјаојоу ), била је лекар на 2. болници повезаном са Универзитетом Сијан Ђао Тонг, која је дипломирала на Медицинском универзитету у Сијану. Он има два млађа брата, Џанг Вејмоу и Џанг Ђумоу. Као резултат веза његове породице са националистичким покретом, Џанг се суочио са потешкоћама у раном животу.
Током Културне револуције 1960-их и 1970-их, Џанг је напустио школске студије и отишао да ради, прво као радник на фарми 3 године, а касније у фабрици памука 7 година у граду Сјанјанг. За то време бавио се сликањем и аматерском фотографијом, продајући сопствену крв да би купио свој први фотоапарат.During this time he took up painting and amateur still photography, selling his own blood to buy his first camera. Године 1978, отишао је на филмску академију у Пекингу и дипломирао фотографију. Он има звање почасног доктора са Универзитета у Бостону и такође са Универзитета Јејл.

## Рана каријера
Када је Пекиншка филмска академија поново отворила своја врата за нове студенте 1978. године, након напуштања политике усвојене током Културне револуције, Џанг је са 27 година био преко прописане старосне границе за упис и није имао предуслове за академске квалификације. Након личне молбе Министарству културе, и показивања портфеља његових личних фотографских радова, надлежни су попустили и примили га на Факултет за кинематографију. Џанг је дипломирао у класи 1982, у којој су били и Чен Кајге, Тјен Џуангџуанг и Џанг Ђуенџао. Ова класа је затим формирала језгро Пете генерације, која је била део уметничког поновног појављивања у Кини након завршетка Културне револуције.
Џанг и његови дипломци су распоређени у мале регионалне студије, а Џанг је послат да ради за филмски студио Гуангси као кинематограф. Иако су првобитно намеравали да раде као асистенти редитеља, дипломци су убрзо открили да постоји недостатак редитеља тако брзо након Културне револуције, и добили су дозволу да почну да снимају сопствене филмове. То је довело до продукције Џанг Јуенџаовог филма Један и осам, на којем је Џанг Јимоу радио као директор фотографије, и Чен Кајгеовог филма Жута земља, 1984. Ова два филма су била успешна на Филмском фестивалу у Хонг Конгу, и помогла су да се појави нови кинески биоскоп и привуче пажњу публике широм света, сигнализирајући удаљавање од ранијих пропагандистичких филмова Културне револуције. Жута Земља се данас широко сматра инаугурационим филмом редитеља Пете генерације.
Године 1985, након што се вратио у свој родни град Сијан, Џанг је био ангажован као кинематограф и главни глумац за предстојећи филм редитеља Ву Тјенминга Стари бунар, који је касније објављен 1987. Главна улога је донела Џангу награду за најбољег глумца на Међународном филмском фестивалу у Токију.

## Филмске режије
| Год.  | Назив                                | Жанр | Награда                    |
| ----- | ------------------------------------ | ---- | -------------------------- |
|       |                                      |      |                            |
| 1990. | Ђу Доу                               |      | номинован за награду Оскар |
| 1991. | Високо подигни велики црвени лампион |      | Сребрени медвед            |
| 1992. | Прича о Ћиу Ђу                       |      | Златни лав                 |
| 1994. | Живети                               |      | награда жирија у Кану      |
| 1999. | Ни један мање                        |      | Златни лав                 |
| 1999. | Путовање кући                        |      |                            |
| 2003. | Херој                                |      | награду Алфред Бауер       |
| 2004. | Кућа летећих бодежа                  |      |                            |
| 2006. | Проклетство златног цвета            |      |                            |
| 2011. | Цветови рата                         |      |                            |